# 사이안화 아이오딘
사이안화 아이오딘(화학식: ICN)은 아이오딘과 사이안화물의 유사 할로젠 화합물이다. 이것은 독성이며 흰색의 가루물질이며 146~147 'C에서 녹는다. 이것은 물과 서서히 반응에 사이안화 수소를 생성한다.

## 제법
찬물에 사이안화 나트륨과 아이오딘을 넣어서 만든다.
2NaCN+I2 = 2ICN + 2Na

## 참조
- Langlois M. (1860). “CYANOGÈNE Action de l'iode sur une solution concentrée de cyanure de potassium”. 《Comp Rendus》 51: 29.
- Langlois M. (1860). “Ueber die Einwirkung des Jods auf concentrirte Cyankaliumlösung”. 《Annalen der Chemie und Pharmacie》 116 (3): 288. doi:10.1002/jlac.18601160303.